# Spoorlijn Malmö - Trelleborg
De spoorlijn Malmö - Trelleborg, ook wel bekend als Kontinentalbanan, is een Zweedse spoorlijn in het zuidwesten van de provincie Skåne. De lijn verbindt Malmö met Trelleborg, waar een veeraansluiting bestaat richting Duitsland.

## Geschiedenis
Het traject van Malmö Ostervärn station naar Trelleborg Nedre station werd gebouwd door de Malmö - Kontinentens Järnväg (MKJ) en in 1898 geopend. Het traject werd gebouwd als een uitbreiding van de Södra stambanan uit Stockholm. De treinen van de Kontinentalbanan vertrokken niet vanaf Malmö Central maar vanaf station Östervärn, ten noorden van Malmö Central.
De MKJ werd in 1906 door de staat genationaliseerd, waarna de bedrijfsvoering overgedragen aan de SJ. SJ verlengde het traject in Malmö van station Östervärn naar het Centraal station en bouwde in Trelleborg  een nieuw eindpunt voor de lijn, Trelleborg Ángfärje.
Vanaf het nieuwe eindpunt in Trelleborg kunnen sinds 1909 wagons en rijtuigen op de veerboot van Trelleborg naar Sassnitz over worden gezet. Vanaf dit moment is de lijn een belangrijke schakel in het spoorverkeer tussen Zweden en de rest van Europa. Tot in de jaren zeventig reden er rechtstreekse treinen van Malmö naar Moskou (geëxploiteerd door de Russische Spoorwegen), Hamburg (geëxploiteerd door de Deutsche Bundesbahn) en Praag. De benaming Kontinentalbanan stamt uit deze tijd, omdat de lijn een belangrijke schakel vormde in de route naar de rest van het Europese continent. 
In 1973 werd de regionale passagiersdienst op de lijn stilgelegd. In 2015 werd deze door Pågatågen weer gestart. 
Tot 2000 exploiteerden SJ en Deutsche Bahn nog een nachttrein tussen Malmö en Berlijn, vanaf dat moment werd de treindienst via de nieuwe Sontbrug geleid. Tussen 2003 en 2011 keerde verbinding terug, nu alleen onder de vlag van SJ. In 2012 werd deze verbinding weer opgestart door de private vervoerder Veolia Transport,  met lig- en slaapwagens van Malmö naar Berlijn, in 2013 ging deze dienst op in de nieuwe vervoerder Snälltåget. Na het uitbreken van de coronapandemie werd de veerdienst naar Sassnitz gestaakt, waarna er definitief een einde kwam aan de internationale passagierstreinen op de lijn. Naar Rostock worden nog wel schepen met treincapaciteit ingezet, van deze mogelijkheid maakt de goederenvervoerder Green Cargo gebruik.

## Treindienst
Over vrijwel de gehele lijn rijden passagierstreinen van Pågatågen Tussen Malmö en Trelleborg rijden stoptreinen, welke tussen Malmö Centraal en het zuiden van Malmö rijden treinen via de citytunnel. Ook rijden er treinen een lusroute, vanaf het ondergrondse deel van station Malmö-Centraal via de citytunnel en het noordelijke deel van de Kontinentalbanan naar het bovengrondse deel van Malmö-Centraal.
Over de hele lijn rijden daarnaast goederentreinen, van en naar de veerdiensten in de haven van Trelleborg.

## Elektrische tractie
Het traject werd in 1933 geëlektrificeerd met een spanning van 15.000 volt 16 2/3 Hz wisselstroom.